# Rockford (motorfiets)
Rockford is een historisch merk van motorfietsen en scooters.
Deze Amerikaanse firma was sinds 1963 importeur van Bridgestone-motorfietsen. Deze lichte motorfietsjes van 50-, 60- en 90cc verkochten goed in de Verenigde Staten. Na het einde van de motorfietsproductie door Bridgestone in 1970 ging deze over naar BS-Tailung en Taiwan. Hier werden eigen frames voorzien van Bridgestone-blokken, waarschijnlijk voor de lokale markt. Rockford had echter redelijk succes met de lichte Bridgestones in Amerika, en ging de BS-Tailung-producten onder zijn eigen naam verkopen. Zo kwamen de Rockford Chibi, Taka en Tora op de markt.
De kwaliteit ging echter zienderogen achteruit en het merk bestond niet lang (waarschijnlijk uiterlijk tot 1975). Rockford verkocht onder zijn eigen naam ook de Mitsubishi Pigeon-scooters.